# 10 000 лет до нашей эры
«10 000 лет до нашей эры» (англ. 10,000 BC) — фильм режиссёра Роланда Эммериха с Камиллой Белль и Стивеном Стрейтом в главных ролях. Премьера в США состоялась 7 марта 2008 года, в России — 13 марта 2008 года.

## Сюжет
10-е тысячелетие до н. э. Конец последней ледниковой эпохи. Первобытное племя «ягалов», проживающее на заснеженных «великих белых горах», добывает себе пропитание охотой на мамонтов, которых называет манноками и которым, по сути, поклоняется. Внезапно на них нападает отряд непонятно откуда взявшихся «четырёхногих демонов» (всадников) и уводит часть племени в плен.
Молодой охотник на мамонтов Д’Лех (Стивен Стрейт) пускается в погоню с целью спасти своих людей, а также свою возлюбленную Эволет (Камилла Белль). В пути Д’Лех борется с гигантскими бегающими хищными птицами фороракосами и спасает саблезубого тигра, угодившего в водную яму.
Далее, пройдя по пескам пустыни, Д’Лех оказывается в Африке, где сближается с местным племенем. Позже, здесь появляется тот самый смилодон и сам спасает Д'Леха, напугав воинов африканского племени, а затем уходит, что заставляет африканское племя принять Д'Леха к себе. Выясняется, что у этого племени «четырёхногие демоны» также увели часть людей в плен. Д’Лех совместно с местными негритянскими племенами догоняет врагов, но те уже плывут на парусных лодках по Нилу. Таким образом преследователи приходят в Древний Египет додинастической эпохи, где обнаруживают строительство огромной пирамиды. Именно для постройки этой «Горы Бога», оказывается, и понадобились первобытные рабы, а также десятки мамонтов.
Не привыкшему к рабству охотнику Д’Леху удаётся поднять восстание среди рабов, и организованная толпа, убив своих надсмотрщиков, быстро добирается до дворца местного правителя. Опасаясь за свою судьбу и власть, последний предлагает Д’Леху выбор — либо он уйдёт с Эволет, либо она умрёт, но рабов он ни в каком случае не отпустит. Тогда Д’Лех поступает иначе — мощным броском копья он убивает правителя, а затем рабы, воспользовавшись неразберихой, убивают окружение тирана, сжигают его корабли и уничтожают дворец. В этом им помогают сорвавшиеся с цепи манноки.
Таким образом, сам того не зная, Д’Лех исполняет древнее пророчество, согласно которому из-за похищенной Эволет падёт могущественная цивилизация, покорившая многие народы.

## В ролях
- Стивен Стрейт — Д’Лех (англ. D’Leh), 21-летний охотник на мамонтов[4]
- Камилла Белль — Э́волет (англ. Evolet), возлюбленная Д’Леха[5]
- Клифф Кертис — Тик-Тик (англ. Tic'Tic), наставник и друг Д’Леха[6]
- Джоэл Вёрджил — Накуду (англ. Nakudu), вождь племени Наку
- Бен Бадра[англ.] — лидер «четырёхногих демонов»
- Мо Зайнал — Кэ-Рен (англ. Ka'Ren)
- Натаниэль Бэринг — Баку (англ. Baku)
- Рис Ричи — Моха
- Омар Шариф — рассказчик

## Историческая неточность
Фильм содержит многочисленные анахронизмы и неточности в изображении доисторической жизни. Хотя шерстистые мамонты и саблезубые тигры могли существовать еще в 10 000 году до нашей эры, оба вида были на грани вымирания примерно в это время, вероятно, из-за сочетания человеческой охоты, болезней и изменения климата. Изображение в фильме поведения мамонтов как вожака стада самцов не соответствует свидетельствам современного поведения слонов, которые предполагают, что стада возглавлялись самками старшего возраста, а самцы изгонялись по достижении половой зрелости.
Включение в повествование развитых цивилизаций, пирамидоподобных памятников, письменности и металлических орудий труда крайне неточно. Такие разработки не возникали до примерно 3000 г. до н. э., во время урбанизации таких регионов, как долины рек Нил, Евфрат и Инд. Ранние свидетельства сельского хозяйства датируются примерно 9400 г. до н. э., но организованное земледелие и использование таких инструментов, как мотыги, не были широко распространены в то время, которое показано в фильме. Кроме того, в то время как некоторые ранние каменные памятники, такие как Гёбекли-Тепе, датируются примерно 9000 г. до н. э., передовые технологии, показанные в фильме, включая металлические орудия труда и секстант, отстают на несколько тысячелетий.

## Производство

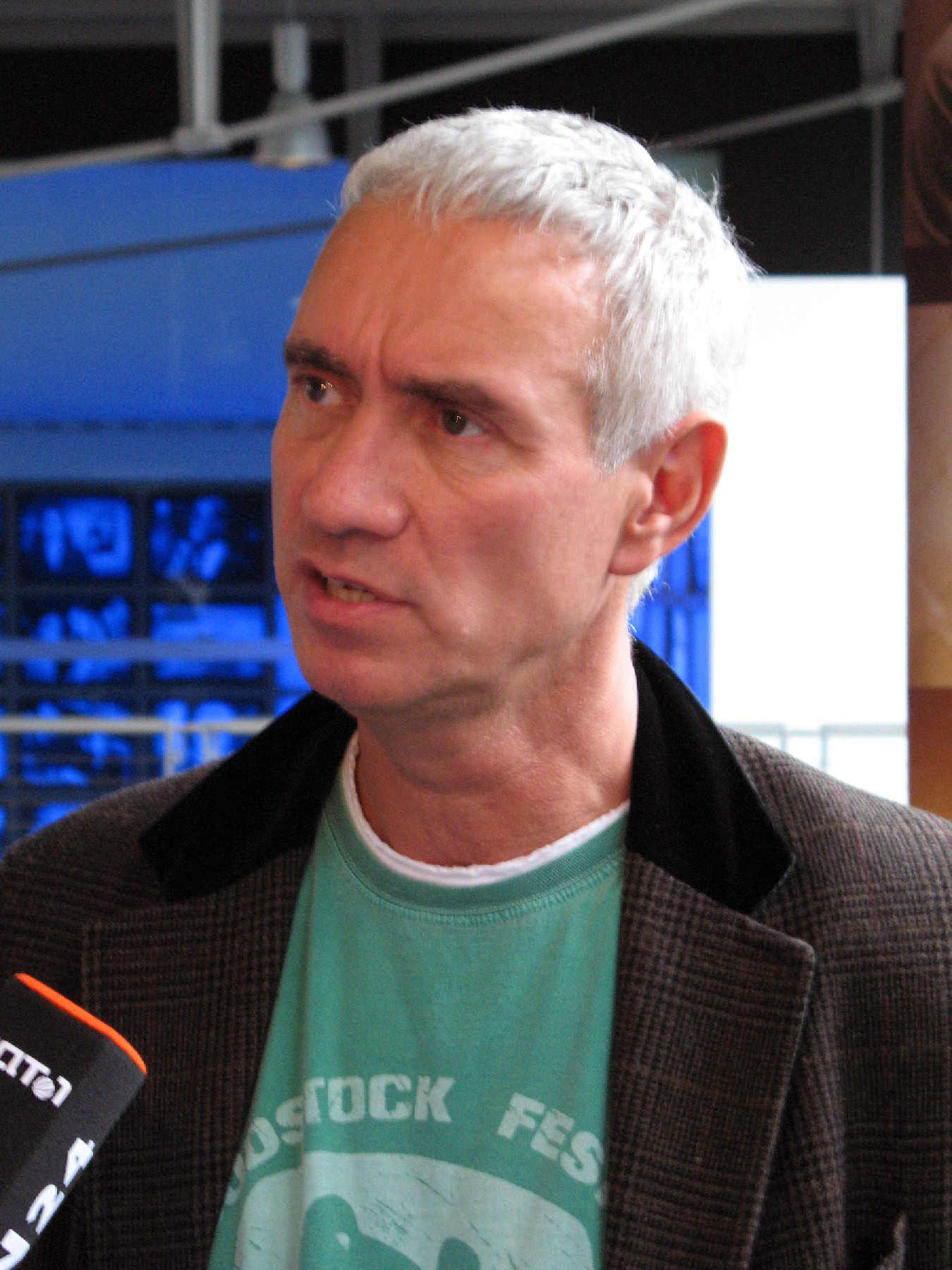
Режиссёр фильма Роланд Эммерих

Первоначально сценарий для фильма был написан режиссёром Роландом Эммерихом и композитором Харальдом Клозером. Когда проект получил «зелёный свет» от Columbia Pictures, сценарист Джон Орлофф начал работу над новой редакцией сценария. В конце октября 2005 года Эммерих начал подбор актёров на роли к фильму.
Через некоторое время проект перешёл к Warner Brothers, так как Sony Pictures Entertainment (владеющая Columbia Pictures) не имела возможности выпустить фильм в 2007 году. В феврале 2006 года Камилла Белль и Стивен Стрейт были объявлены исполнителями главных ролей в фильме: Стрейт — как охотник на мамонтов, а Белль — как его возлюбленная. Сценарий был вторично отредактирован Мэтью Сэндом и окончательно — Робертом Родэтом. Производство фильма началось весной 2006 года в ЮАР и Намибии. Съёмки фильма также проходили на Южном острове Новой Зеландии.
Бюджет фильма составил 105 млн долл.

## Прокат
Выход фильма, будучи намеченным на 27 июля 2007 года, был перенесён на более поздний срок, 14 декабря 2007 года. Потом выход фильма был отложен второй раз, до 7 марта 2008 года.
В прокате с 7 марта по 19 июня 2008, наибольшее число показов в 3454 кинотеатрах единовременно. За время проката собрал в мире 269,8 млн долл., из них — 94 784 201 долл. в США и 175 млн долл. в остальном мире. В странах СНГ фильм шёл с 14 марта по 27 апреля 2008 и собрал 8 809 289 долл.